# Ján Gajdoš (1958)
Ján Gajdoš (* 18. října 1958 Košice) je bývalý slovenský fotbalový útočník.

## Fotbalová kariéra
V československé lize hrál za ZŤS Košice. Nastoupil v 55 ligových utkáních a dal 14 gólů. Ve druhé nejvyšší soutěži nastoupil v 98 utkáních a dal 19 gólů.

## Ligová bilance
| Ročník                                      | Zápasy | Góly | Minuty | Klub       |
| ------------------------------------------- | ------ | ---- | ------ | ---------- |
| 1. československá fotbalová liga 1978/79    | 24     | 6    | 1840   | ZŤS Košice |
| 1. československá fotbalová liga 1979/80    | 11     | 1    | 856    | ZŤS Košice |
| 1. československá fotbalová liga 1980/81    | 20     | 7    | 1483   | ZŤS Košice |
| 1. slovenská národní fotbalová liga 1981/82 | 9      | 2    | -      | ZŤS Košice |
| 1. slovenská národní fotbalová liga 1982/83 | 3      | 0    | -      | ZŤS Košice |
| 1. slovenská národní fotbalová liga 1983/84 | 4      | 0    | -      | ZŤS Košice |
| 1. slovenská národní fotbalová liga 1984/85 | 13     | 4    | -      | ZŤS Košice |
| 1. slovenská národní fotbalová liga 1985/86 | 26     | 8    | -      | ZŤS Košice |
| 1. slovenská národní fotbalová liga 1986/87 | 28     | 3    | -      | ZŤS Košice |
| 1. slovenská národní fotbalová liga 1987/88 | 15     | 2    | -      | ZŤS Košice |
| 1. LIGA CELKEM                              | 55     | 14   | 4179   |            |